# Curiales
Los curiales (latín, derivado de la curia, por co + viria, 'reunión de hombres') fueron inicialmente, en la Antigua Roma, los miembros principales de un gens (clan) de la ciudad de Roma. Sus papeles eran civiles y sagrados. Cada gens curialis tenía un líder, llamado curio. Las asambleas eran presididas por el curio maximus.

## Historia
La estructura cívica romana se repitió en los pueblos y ciudades del Imperio cuando quedaron bajo el control romano. En el Imperio tardío, los curiales eran los comerciantes, empresarios y terratenientes de nivel medio que servían en sus curias locales como magistrados y decuriones (como miembros del consejo de una ciudad). Lo mismo que las familias de orden senatorial, también la clase de los curiales debía ser propietaria de tierras, pues era un requisito para pertenecer a esta orden, a no ser que se tuviera riqueza por otros medios. Aunque solían depender de las rentas de sus tierras para vivir, podían acrecentar sus ingresos, mediante el ejercicio de  la abogacía o el comercio, entre otros.
La administración municipal estaba gobernada por las "órdenes romanas" y la curia. Curiales o decuriones denotan un mismo grupo social de élite urbana. Los decuriones son los curiales que están en la curia. Para alcanzar la categoría de curial, se tenía que haber ejercido previamente una magistratura urbana o hallarse inscrito en la categoría de los pedanii, un rango inferior a la cuestura.
Se esperaba que los curiales proporcionaran fondos para proyectos de construcción pública, templos, fiestas, juegos y sistemas locales de asistencia social. Estos gastos, frecuentemente, los pagarían de su propio bolsillo (sin duda, mencionando su generosidad) como un medio para aumentar su prestigio personal. Desde mediados del siglo III, se convirtió en una obligación cada vez mayor, ya que Constantino I confiscó las dotaciones de las ciudades, los impuestos locales o el alquiler de terrenos y edificios de la ciudad. Juliano los devolvió, pero Valentiniano I (363-375) y Valente (364-378) confiscaron de nuevo los recursos. Devolvieron un tercio a las ciudades siendo pagados por las propiedades del Estado, que separaba los activos de la ciudad como partidas separadas en el presupuesto. 
Finalmente, la gestión fue devuelta a las ciudades. Pero no solo se exprimió a los curiales a partir del siglo IV, sino que también las ciudades tuvieron dificultades para mantener su infraestructura y servicios públicos incluso con la ayuda del gobierno imperial. Los curiales también eran responsables de la recaudación de los impuestos imperiales, proporcionar alimentos y comida para el ejército (las asignaciones estaban bajo el control de la administración civil) y apoyar el cargo imperial (cursus publicus) cuyos gastos y mantenimiento estaban atados a los terratenientes provinciales a través de cuyo territorio se movía el cargo.
En el transcurso de los siglos IV y V, los miembros de la clase curial se volvió financieramente ruinosa para todos, excepto para los más ricos (quienes en muchos casos pudieron comprar exenciones para sus obligaciones), especialmente en Occidente, que estaba siendo acosado por asentamientos de tribus que interrumpieron la administración del Imperio y precipitaron un descenso en el nivel de vida a la mitad desde el 400 al 600. Muchos curiales trataron de escapar, alistándose en el ejército, el gobierno imperial o la Iglesia, o bien, obteniendo el rango senatorial, que los eximía del servicio en los consejos. El gobierno imperial trató de evitar todo esto, los curiales y/o sus hijos pronto descubrieron que cuando habían escapado antes de cumplir con sus obligaciones, fueron devueltos a los consejos.
El emperador Juliano intentó combatirlo, aumentando el tamaño de los consejos curiales, extendiendo los gravámenes de manera más uniformes para que el cargo fuera menos costoso. Este intento no tuvo éxito, y el propio Juliano murió antes de que tuviera tiempo de cumplir esta política. Otros esfuerzos para remediar la situación fracasaron también, y los consejos disminuyeron en importancia durante el período romano tardío. En el transcurso del siglo V, el gobierno de las ciudades cayó en manos de un grupo externo de 'Notables' compuesto por personas que no tenían que pertenecer a los consejos: senadores, magnates, exoficiales militares con propiedades, los antiguos curiales más ricos, obispos, exfuncionarios imperiales de alto rango y ciertas clases profesionales exentas.